# Łuknajno
Der Łuknajno (deutsch Lucknainer See) ist ein 6,8 km² großer See in der polnischen Woiwodschaft Ermland-Masuren. Er liegt in einem Biosphärenreservat und ist nach der Ramsar-Konvention geschützt.
Fünf Kilometer östlich von Mikołajki (Nikolaiken) und nahe der Nordwestecke des Śniardwys (Spirdingsees), des größten polnischen Sees, gelegen, ist er 3,3 Kilometer lang, durchschnittlich 0,6 m und maximal 3 m tief. Am See liegt das namensgebende Łuknajno (Lucknainen).
Der See ist Naturschutzgebiet und seit 1977 Ramsargebiet. Zugleich war er seit 1977 UNESCO-Biosphärenreservat, das 2017 erweitert wurde (nun Biosphärenreservat Masurische Seen).
Seine Bedeutung gewinnt er als Brutgebiet für Wasservögel wie Lappentaucher, Wasserrallen, Teichrallen, Graureiher, Bartmeisen, Seeadler, Fischadler, Rotmilane, Kormorane und Trauerseeschwalben. Seit langem ist der See als ein einzigartiges Habitat des Höckerschwans bekannt, der hier in großen Zahlen nistet. Zur Mauser können es bis zu 2000 Vögel sein. Der See ist auch Teil eines größeren Schutzgebietes, des Mazurski Park Krajobrazowy.